# Gerrit Benner
Gerrit Benner (* 31. Juli 1897 in Leeuwarden; † 15. November 1981 in Nijemirdum) war ein niederländischer Maler und Grafiker. Er gehört zu den bedeutendsten Künstlern seiner Generation und gilt als einer der wenigen Expressionisten der Niederlande, auch wenn sein heute bekanntes Werk vornehmlich in der zweiten Hälfte des 20. Jahrhunderts entstand.
Benners autodidaktische Malerei entspricht weniger der kunsttheoretischen Forderung der niederländischen Expressionisten nach einer geistigen, den Materialismus überwindenden Erneuerung der Welt, sondern zielt allein auf den Ausdruck ab und steht damit den Werken des deutschen Expressionismus näher. Seine Themen sind dramatisch gestaltete Landschaften, abstrahierende Kompositionen und im Spätwerk auch die Auflösung der Gegenständlichkeit und der Übergang in eine konstruktive Malerei.

## Leben und Werk
Gerrit Benner wurde am 31. Juli 1897 in Leeuwarden, der Provinzhauptstadt von Friesland, als einziger Sohn seiner Eltern geboren. Nach der Grundschule besuchte er ab 1910 die Berufsschule, um zum Zimmermann ausgebildet zu werden. Bei Hendrik Wadman lernte er 'Marmorzeichnen' und besuchte später auch einen Abendzeichenkurs. Von 1917 bis 1918 war er für ein Jahr zum Militärdienst verpflichtet, bevor er sich nach dem Krieg mit seiner frisch angetrauten Ehefrau Geesje, geb. Schaap, als 'fliegender Händler' selbständig machte, um Lederwaren zu verkaufen. Auch noch, als er am Pijlsteeg 3 in Leeuwarden 1921 sein eigenes Geschäft eröffnete, konnten die Kunden bei ihm zudem Porträtskizzen anfertigen lassen. 1923 kam Sohn Henk zur Welt, der sich zeitlebens sehr für seinen Vater engagierte und die Rahmenbedingungen des künstlerischen Schaffens ermöglichte, 1924 Sohn Pieter. Bei Ausflügen über die friesischen Meere zeichnete Benner die Segelboote, das Wasser, den Himmel, die roten Pferde. Der Künstler folgte, soweit die frühen noch erhaltenen Werke dies belegen, in den Anfangsjahren einer von Vincent van Gogh inspirierten dunklen und schwermütigen Farbpalette, die auch die flämischen Expressionisten wie Gustave de Smet, Frits van den Berghe oder Constant Permeke verwandten.
Ab 1933 bot Benner Flüchtlingen aus Deutschland Unterschlupf vor der Fremdenpolizei. Dabei setzte ihm selbst die Wirtschaftskrise zu, 1937 musste er sein Geschäft schließen und Anfang der 40er Jahre selbst untertauchen. Dies und der fehlende Erfolg als Künstler führten zu einer depressiven Krise, in der er fast alle seiner frühen Gemälde zerstörte. Erst 1945 konnte Benner in Leeuwarden als Künstler neu beginnen und bekam nun die Anerkennung, auf die er immer gehofft hatte. 1946 hatte er seine erste Ausstellung in Groningen, 1947 eröffnete Mart Stam (Designer, Architekt und Ende der 20er Jahre Gastdozent für Städtebau am Bauhaus in Dessau) seine erste Ausstellung in Amsterdam bei van Lier, und aus der Begegnung mit Willem Sandberg, seit 1945 Direktor des Stedelijk Museum in Amsterdam, erwuchs eine lebenslange Freundschaft. Karel Appel und Corneille, die später als Mitglieder der Gruppe CoBrA in Erscheinung traten, trafen sich mehrfach. Allerdings war die von den CoBrA-Künstlern angestrebte Lossagung von akademischen und gesellschaftlichen Normen für Benner kein Thema, da er sich dem Kunstbetrieb per se entzog, so beispielsweise auch der Mitgliedschaft in der von fauvistischer Farbigkeit geprägten Künstlervereinigung 'De Ploeg'.
1950/51 besuchte Benner mit einem staatlichen Stipendium Chamonix. Karl Appel versuchte ihn zu überreden, nach Paris zu ziehen, doch auf Grund seiner Natur, seines Gesundheitszustandes und der Sprache wegen blieb Benner in Amsterdam, wo sein Sohn Henk ab 1952 für ihn das Atelier von Karel Appel mietete. 1953 sowie zwei Jahre später nahm Benner an der Biennale von São Paulo teil und gewann 1955 den dritten Preis mit seinem Werk „Vogels en Bloemen“.
1954 hatte er seine erste Einzelausstellung im Stedelijk Museum in Amsterdam und bekam den 'Prijs van de Stichting Kunstenaarsverzet 1942-45' verliehen. Mit diesem Preis wurden Künstler ausgezeichnet, die nicht nur durch ihre herausragende künstlerische Arbeit zur Entwicklung der Kunst in den Niederlanden beitrugen, sondern sich auch durch die Übernahme gesellschaftlicher Verantwortung verdient machten. Benners Ruhm mehrte sich und die Presse sprach vom ABC der niederländischen Malerei: Appel, Benner, Corneille. 1958 gewann er mit seinem Gemälde „Paysan“ den Internationalen Guggenheim-Preis für die Niederlande. Heinz Keller schrieb dazu: „Amerika hat im vergangenen Jahr zwei internationale Kunstpreise vergeben, die ähnlich wie die der Biennale von Venedig sich stark auf die Urteilsbildung im modernen Kunstleben auswirken: den Preis des Carnegie Institute (Pittsburgh) und den Preis der Solomon R. Guggenheim Foundation (New York). […] Der Preis der Solomon R. Guggenheim Foundation existiert erst seit 1956. Er soll alle zwei Jahre verteilt werden, und zwar für Gemälde, die jeweils innerhalb der letzten drei Jahre entstanden sind und im Verlauf der zwei vergangenen Jahre auch öffentlich ausgestellt wurden. […] Diese Spitzenkandidaten sind es denn auch, die den aufschlussreichsten Überblick über die anerkannten Strömungen geben.“ Gerrit Benner war mit dieser Auszeichnung auf Augenhöhe mit weiteren Preisträgern wie Emil Schumacher für Deutschland, André Masson für Frankreich, Alberto Giacometti für die Schweiz und Mark Rothko für die USA. Es folgten Ausstellungsteilnahmen in England, Amerika, Curacao, Argentinien, Finnland, Frankreich, Jugoslawien, Italien. In Bochum, Bielefeld und Münster wurde er mit monografischen Werkschauen gewürdigt. 1961 empfing er den „Ritterorden von Oranje Nassau“ für seine Verdienste für die Niederländische Bildende Kunst.
Der Tod der Schwiegertochter Bertie 1962 war für die Familie ein harter Schlag, der sich auch in Benners Malerei jener Zeit mit den schweren und pastos aufgetragenen Farben widerspiegelte. Nachdem Sohn Henk 1963 ein Ferienhaus im Norden des Landes inmitten der weiten Landschaft kaufte, konnte sich Benner hier jedoch erholen.
Mitte der 1960er Jahre folgten zahlreiche Ausstellungen in München, Augsburg, Silkeborg, Turin, Brüssel, New York, Australien und Neuseeland, Pittsburgh und Kanada, in Curacao, Buenos Aires, Helsinki und Nancy.
1967 erschien anlässlich des 70. Geburtstages des Malers eine Monografie über sein Werk.
Sohn Henk begegnete seiner zweiten Ehefrau Barbara Bellaar Spruyt und 1971 kam die gemeinsame Tochter zur Welt, die viel Zeit im Atelier ihres Großvaters verbrachte.
Bedingt durch gesundheitliche Probleme zog sich der Künstler Anfang der 1970er Jahre zurück, um ausschließlich zu malen. Außer Willem Sandberg empfing er kaum noch jemanden, auch wenn er noch auf verschiedenen Ausstellungen vertreten war. Vor allem die Galerie Collection d´Art in Amsterdam zeigte ihn mehr als zehn Mal zwischen 1974 und 2004.
1981 starb Gerrit Benner im Alter von 84 Jahren an Herzversagen.
Posthum war er u. a. 1997 im Palazzo Grassi in Venedig vertreten in 'Della Flandre e Paesi Bassi' (kuratiert von Rudi Fuchs und Jan Hoet, der Benner zeitlebens für einen der besten holländischen Maler hielt), 2001 in 'De Voorstelling. Nederlandse Kunst in het Stedelijk Paleis' (einer von der damaligen Königin Beatrix getroffenen Auswahl aus der Sammlung des Stedelijk Museums), in der Hermitage in Sankt Petersburg in 'Dutch art after 1945' und 2009 in Sydney in der Art Gallery of New South Wales in der Ausstellung 'Intensely Dutch'.
Seit 2003 hat die Provinz Friesland den „Gerrit Benner Preis“ eingerichtet, eine mit 5.000 Euro dotierte Auszeichnung, die abwechselnd für eine Arbeit und für eine Werkentwicklung verliehen wird. 2014-15 würdigten das Museum Belvédère in Heerenveen-Oranjewoud und das Fries Museum in Leeuwarden das Lebenswerk Gerrit Benners in einer monografischen Parallelausstellung, die jeweils für Besucherrekorde sorgte.

## Auszeichnungen (Auswahl)
- 1954: Prijs van de Stichting Kunstenaarsverzet 1942-45'
- 1955: Dritter Preis (Prêmio Aquisição/Pintura) der Bienal de São Paulo
- 1958: Guggenheim International Award 1958 (National Section Award Netherlands)

- 1961: Ritterorden von Oranje Nassau

## Werke in Sammlungen (Auswahl)
- National Gallery of Victoria, Melbourne, Australien
- Museu de Arte Contemporânea da Universidade de São Paulo (MAC USP), Brasilien
- Stedelijk Museum, Amsterdam, Niederlande
- Gemeentemuseum Den Haag, Niederlande
- Fries Museum, Leeuwarden, Niederlande
- Sammlung Merzbacher, Zug, Schweiz
- Kunsthalle Bielefeld, Deutschland

## Ausstellungen
Einzelausstellungen (Auswahl):
- 1954: Gerrit Benner (Stedelijk Museum Amsterdam)
- 1955: Gerrit Benner (Stedlijk Van Abbemuseum Eindhoven)
- 1956: Gerrit Benner (Gemeentemuseum Den Haag)
- 1959: Benner (Stedelijk Museum Amsterdam)
- 1960: Benner (Städtische Kunstgalerie Bochum)
- 1961: Benner (Westfälischer Kunstverein Münster, Städtisches Kunsthaus Bielefeld)
- 1970: G. Benner (Cultureel Centrum Venlo)
- 1971: Gerrit Benner – Werk uit de jaren 1965-1971 (Stedelijk Museum Amsterdam)
- 1977: Gerrit Benner (Collection d´Art Amsterdam, auch in den Folgejahren)
- 1989: In de ban van Benner (Singer Museum Laren und Fries Museum Leeuwarden)
- 2010: Gerrit Benner (Gemeentemuseum Den Haag)
- 2014: Gerrit Benner (Fries Museum Leeuwarden, Museum Belvédère Heerenveen-Oranjewoud)

Ausstellungsbeteiligungen (Auswahl):
- 1953: Bienal de São Paulo (Museu de Arte Moderna de São Paulo, BR)
- 1955: Bienal de São Paulo (Museu de Arte Moderna de São Paulo, BR)
- 1955: Ausstellung zum Premio Lissone, Mailand (I)
- 1958: Biennale Venedig – Niederländischer Pavillon (I)
- 1961: Pittsburgh International Exhibition of Contemporary Painting and Sculpture (USA)
- 1964: Appel, Lataster, Benner (Museum Fodor Amsterdam, NL)
- 1968: Ausstellung zum Premio Marzotto – Europapreis für Malerei, Valdagio (I)
- 1984: De Nederlandse identiteit in de kunst na 1945 (Van Gogh Museum, Amsterdam)
- 1997: Della Flandre e Paesi Bassi (Palazzo Grassi Venedig, I)
- 2001: Dutch Art after 1945 (Eremitage, St. Petersburg, RU)
- 2009: Intensely Dutch (Art Gallery of New South Wales, Sydney, AU)
- 2012: Naar Zee (Frans Hals Museum, Haarlem, NL)